# Ермолово (Ивановская область)
Ермолово — деревня в Юрьевецком районе Ивановской области России. Входит в состав Елнатского сельского поселения.

## География
Деревня расположена в северо-восточной части Ивановской области, в зоне хвойно-широколиственных лесов, к югу от автодороги 24К-108, на расстоянии примерно 10 километров (по прямой) к западу от города Юрьевца, административного центра района. Абсолютная высота — 124 метра над уровнем моря.

### Климат
Климат характеризуется как умеренно континентальный, с умеренно холодной снежной зимой и относительно тёплым влажным летом. Среднегодовая температура воздуха — 2,6 °C. Средняя температура воздуха самого холодного месяца (января) — −12,1 °C; самого тёплого месяца (июля) — 17,7 °C. Безморозный период длится около 137 дней. Годовое количество атмосферных осадков — 554 мм, из которых 391 мм выпадает в период с апреля по октябрь.

### Часовой пояс
Деревня Ермолово, как и вся Ивановская область, находится в часовой зоне МСК (московское время). Смещение применяемого времени относительно UTC составляет +3:00.

## Население
| 2010 |
| ---- |
| 0    |

### Национальный состав
Согласно результатам переписи 2002 года в деревне проживал один житель русской национальности